# Sinwon
Sinwon (Hán Việt: Tân Viện) là một huyện thuộc tỉnh Hwanghae Nam tại Cộng hòa Dân chủ Nhân dân Triều Tiên. Huyện giáp với Chaeryong ở phía bắc, Sinchon ở tây bắc, Pyoksong ở phía tây, tỉnh lị Haeju ở phía nam, Chongdan ở phía đông nam, giáp với hai huyện Rinsan và Unpa thuộc tỉnh Hwanghae Bắc ở phía đông bắc và đông. Sinwon có diện tích 478,64 km², dân số năm 2008 là 83.161 người (trong đó có 38.970 nam và 44.191 nữ), số cư dân thành thị là 26.321 người (31,7%), còn số cư dân nông thôn là 56.840 người (69,3%).